# Santo Domingo de las Posadas
Santo Domingo de las Posadas es un municipio de España perteneciente a la provincia de Ávila, en la comunidad autónoma de Castilla y León. Cuenta con una población de 69 habitantes (INE 2024).

## Símbolos

### Escudo
El escudo heráldico que representa al municipio fue aprobado el 29 de septiembre de 2016 con el siguiente blasón:

«Escudo partido. Primero, partido a su vez, primero de oro con tres fajas de azur; segundo de azur con una banda de oro, engolada de dragantes de sinople. Partido de sinople con un verraco de plata. Timbrado de la Corona Real española».
Boletín Oficial de Castilla y León nº 1 de 3 de enero de 2017

### Bandera
La bandera municipal fue aprobada también el 29 de septiembre de 2016 con la siguiente descripción textual:

«Bandera de forma rectangular con proporción 2:3 con tres franjas verticales de igual anchura de colores azul, amarillo y verde».
Boletín Oficial de Castilla y León nº 1 de 3 de enero de 2017

## Geografía
Ubicación
Santo Domingo de las Posadas está situado a 20 km de Ávila, en la carretera N-403 que une Toledo con Adanero, en un característico paisaje uniforme de la Meseta Norte, en la comarca de La Moraña. Limita al sur con el término municipal de Mingorría. La localidad está situada a una altitud de 928 m s. n. m.
| Noroeste: Vega de Santa María | Norte: Vega de Santa María | Noreste: Velayos  |
| Oeste: Pozanco                |                            | Este: Maello      |
| Suroeste: Mingorría           | Sur: Mingorría             | Sureste: Tolbaños |

## Demografía
Santo Domingo de las Posadas cuenta con una población de 69 habitantes (INE 2024).
| Gráfica de evolución demográfica de Santo Domingo de las Posadas entre 1842 y 2021                                    |
| |
| Población de derecho según los censos de población del INE. Población de hecho según los censos de población del INE. |